# Vĩnh Ninh, Ngân Xuyên
Vĩnh Ninh (永宁县) (tiếng Trung: 永寧縣, Hán Việt: Vĩnh Ninh thị) là một huyện thuộc địa cấp thị Ngân Xuyên, Khu tự trị dân tộc Hồi Ninh Hạ, Cộng hòa Nhân dân Trung Hoa. Huyện này có diện tích 1295 km2, dân số khoảng 200.000 người. Vĩnh Ninh là một huyện nông nghiệp. Huyện lỵ đóng ở nhai đạo Dương Hòa. Mã số bưu chính của Vĩnh Ninh là 750100.